# Marcel Reymond

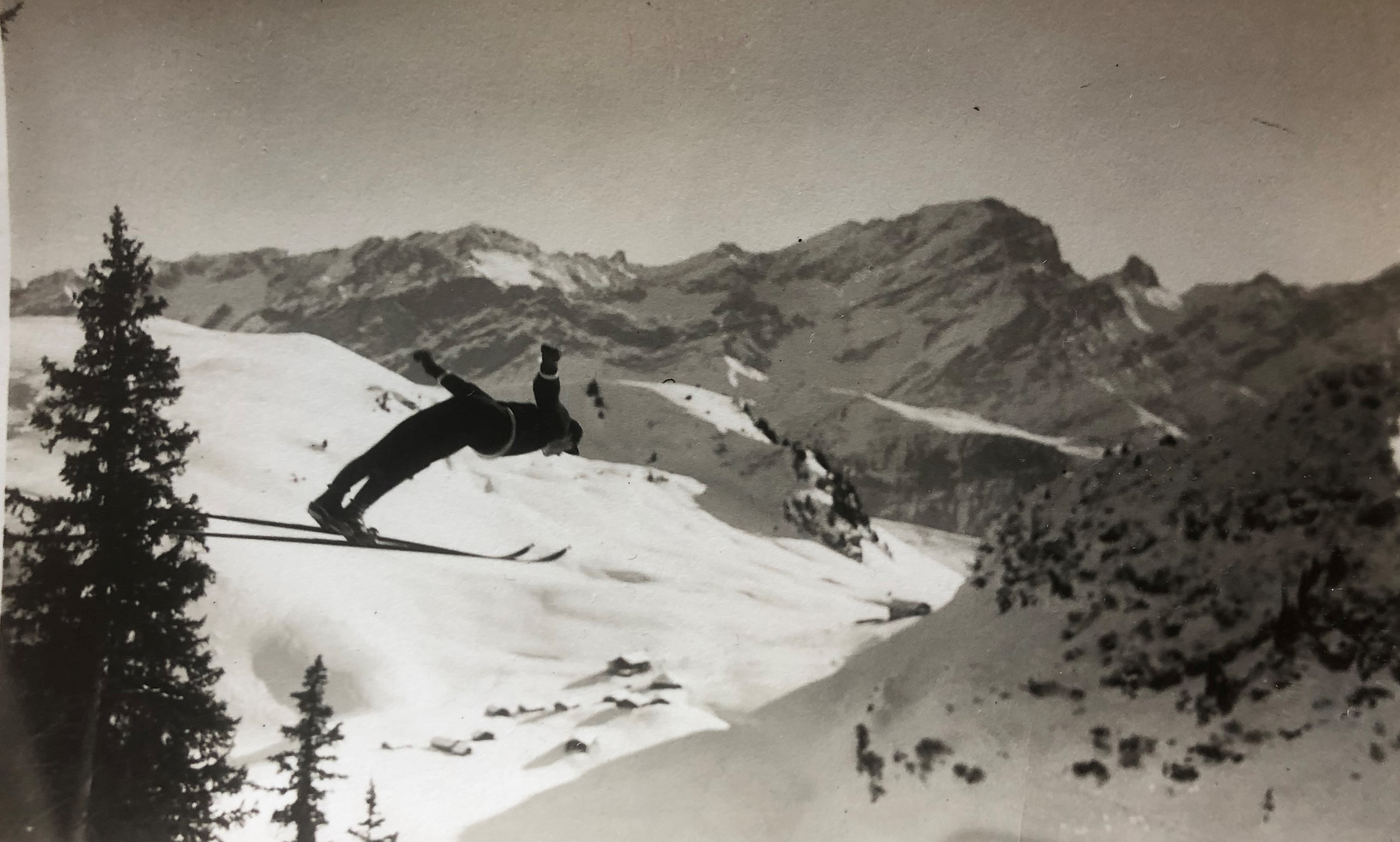
Marcel Reymond podczas bicia rekordu Szwajcarii w roku 1932 na odległość 76 metrów

Marcel Alfred Reymond (ur. 7 lipca 1911 w Sainte-Croix, zm. 4 października 2002 tamże) – szwajcarski skoczek narciarski, mistrz świata, uczestnik ZIO 1936 w Garmisch-Partenkirchen.

## Przebieg kariery
Marcel Reymond zdobył złoty medal na normalnej skoczni narciarskiej podczas Mistrzostw Świata w Narciarstwie Klasycznym w 1933 w Innsbrucku. O ponad 10 punktów wyprzedził kolejnego zawodnika, Rudolfa Burkerta. Poza tym, startował na mistrzostwach świata w 1934 w Sollefteå (23. miejsce), 1937 w Chamonix (8. miejsce) i 1938 w Lahti (28. miejsce).
Uczestniczył w Zimowych Igrzyskach Olimpijskich 1936 w Garmisch-Partenkirchen. Na tych igrzyskach wystąpił w zawodach na skoczni normalnej K-80. Zawody ukończył na 28. miejscu wśród 48 zawodników biorących udział w konkursie.